# Frumușelu, Bacău
Frumușelu este un sat în comuna Glăvănești din județul Bacău, Moldova, România.